# Венская классическая школа
Ве́нская класси́ческая шко́ла (нем. Wiener Klassik — «венская классика») — направление европейской музыки второй половины XVIII — первой четверти XIX вв. К нему принадлежат композиторы Йозеф Гайдн, Вольфганг Амадей Моцарт и Людвиг ван Бетховен.

## Особенности музыки
Трёх великих композиторов венской школы объединяет виртуозное владение разнообразнейшими стилями музыки и приёмами композиции: от народных песен до полифонии эпохи барокко. Венские классики создали тот высокий тип инструментальной музыки, в котором все богатство образного содержания воплощено в совершенную художественную форму.
Основной особенностью данного направления является применение трёх приёмов: обязательного аккомпанемента, наличия сквозных тем и работы над темой и формой.
Для искусства представителей венской классической школы характерны универсальность художественного мышления, логичность, ясность художественной формы. В их сочинениях органично сочетаются чувства и интеллект, трагическое и комическое, точный расчёт и естественная непринуждённость высказывания.
В творчестве венских классиков выражено динамическое понимание жизненных процессов, нашедшее наиболее полное воплощение в сонатной форме и обусловившее симфонизм многих их сочинений. С симфонизмом, в широком смысле, связаны расцвет ведущих инструментальных жанров эпохи — симфонии, сонаты, концерта и камерного ансамбля, окончательное формирование 4-частного сонатно-симфонического цикла.
Расцвет венской классической школы совпал с общим процессом становления симфонического оркестра — его стабильного состава, функциональной определённости оркестровых групп. Сложились главные классические типы камерных ансамблей — фортепианное трио, струнный квартет и другие. Из музыки для сольных инструментов особенно выделилась фортепианная музыка. Оперное творчество Моцарта открыло широкие перспективы развития различных типов оперы — лирической и социально-обличительной комедии, музыкальной драмы, философской оперы-сказки и других.
Каждый из мастеров венской классической школы обладал неповторимой индивидуальностью. Гайдну и Бетховену наиболее близкой оказалась сфера инструментальной музыки, Моцарт в равной мере проявил себя и в оперном, и в инструментальных жанрах. Гайдн больше тяготел к объективным народно-жанровым образам, юмору, шутке, Бетховен — к героике, Моцарт, будучи универсальным художником — к разнообразным оттенкам лирического переживания.
Центральной площадкой развития данного музыкального направления стала Вена, столица музыкальной культуры того времени. И если Париж с его оперой и Лондон с его публичными концертами были задающими тон музыкальными городами Европы второй половины XVIII века, то Вена после смерти прославленного Моцарта и переезда в неё Бетховена занимала в мире музыки господствующее положение. И если Моцарт при жизни был скорее одним из известных венских композиторов, то Бетховен уже считал Вену венцом своей творческой карьеры. Это обстоятельство прозорливо подметил почитатель Бетховена граф Фердинанд Эрнст Габриель фон Вальдштейн в своем письме к нему: «Благодаря Вашему неустанному усердию Вы получите дух Моцарта из рук Гайдна».
Термин «венские классики» ввёл в употребление австрийский музыковед Р. Г. Кизеветтер в 1834 году в отношении Гайдна и Моцарта. Позднее другие авторы [кто?] добавили в этот список Бетховена. Англоязычные музыковеды также называют венских классиков представителями «Первой венской школы».
Система жанров, форм и правил гармонии, разработанная классической венской школой, сохраняет своё значение и до сих пор.

## Венские корни в западном музыкознании
Англоязычное музыкознание скорее избегает термина «венская классика», предпочитая более широкое понятие «классического» (classical). Немецкоязычное музыкознание, напротив, активно использует термин «венская классика» (Wiener Klassik), впрочем, консенсуса (подобного тому, который господствовал в позднесоветских учебниках музыки и музыкальных словарях) среди немецких учёных нет. Л. Финшер, например, предлагал ограничить венскую классику сочинениями Гайдна и Моцарта периода 1781—1803 гг. Г. Г. Эггебрехт подкреплял своё длинное определение венской классики, охватывающее Гайдна, Моцарта и Бетховена, многими и детальными анализами их музыки. По мнению К. Дальхауза, правильней говорить о «единой классико-романтической эпохе» (очевидное подтверждение этой идеи Дальхауз видел в эволюции музыки Бетховена и Шуберта). Т. Георгиадес в своих работах, посвящённых инструментальной музыке XVIII и первых десятилетий XIX вв., причислял к венской классике и Шуберта (особенно его песни и «Неоконченную» симфонию).